# Kitty Pryde
Shadowcat (Katherine Anne "Kitty" Pryde) er et af medlemmerne af superhelte gruppen X-Men og skabt af tegneserieforlaget Marvel. Hun er en ældre teenager med langt krøllet brunt hår. Hun er jøde. Hun er skabt af Chris Claremont og John Byrne. Navnet kommer efter en klassekammerat, John mødte i kunstskole i Calgary i 1973

## Evner
Hendes evner giver hende mulighed for at passere uskadt gennem faste materialer, og at gå på luft. I filmen "Days of future past" har hun også evnen til at sende andre tilbage i tiden.

## Skuespiller
Sumela Kay (X-Men), Katie Stuart (X-Men 2) og Ellen Page (X-Men: The Last Stand).

## Personlighed
"Kitty" Pryde blev født i Deerfield i Illinois.Samuel Prydeman, var hendes farfar og blev holdt i en nazistisk koncentrationslejr under Anden Verdenskrig. Kitty begyndte at have hovedpine i en alder af tretten, hvilket signalerede fremkomsten af hendes mutantkræfter.hun har trods modviljen i starten udviklet et nært forhold med Nightcrawler.
Kitty har ikke nogen decideret kæreste, men Avalanche (X-men) fra broderskabet af onde mutanter forsøger gentagne gange at gøre indtryk på hende, hvilket endda fører til at han kortvarigt slutter sig til X-Men i afsnittet "Joyride". Hun går på Bayville High.

## Compuerspil
- Shadowcat er en spilbar figur i spillet X-Men II: The Fall of mutanterne.
- Shadowcat vises som en NPC i X-Men Legends II: Rise of Apocalypse.